# Guéry
Pour les articles homonymes, voir Guéry (homonymie).
Le Guéry est un domaine de ski nordique, situé en bordure du lac de Guéry, dans le Puy-de-Dôme, en Auvergne-Rhône-Alpes.

## Caractéristiques
Il permet la pratique du ski de fond, des raquettes et de la luge. Le domaine comporte 35 km de pistes (3 pistes balisées) entre 1 260 m et 1 480 m d'altitude se dirigeant vers la Banne d'Ordanche.